# Christer Malmström
Ej att förväxla med tandläkaren Christer Malmström (född 1937).
Christer Malmström, född 1954 i Helsingborg, är en svensk arkitekt.
Malmström tog examen vid Arkitektskolan i Lund 1979. Han arbetade därefter på ILAUD i Rom. Han återvände till Sverige 1990 och grundade Christer Malmström Arkitektkontor i Göteborg. Denna byrå blev senare Malmström & Edström Arkitektkontor.
Malmström blev år 2009 chef för Arkitektskolan vid Lunds tekniska högskola. Han blev år 2001 medlem i Konstakademien.
Bland verk kan nämnas:
- Navets skola i Örebro, 1992.[4]
- Smålands museum, tillbyggnad 1996.[5]
- Almedalsbiblioteket. Belönades med EUMiesAward 2003.[6] Nominerades till Kasper Salin-priset.[7]
- Kvarteret Gulsporren, Växjö, 2001. Belönades med Rödfärgspriset.[8]
- Södertörns högskolebibliotek 2004. Belönades med Kasper Salin-priset 2005.
- Växjö universitetsbibliotek 2006.
- Brf Viva. Belönades med Kasper Salin-priset 2020[9] och EUMiesAward 2020.[10]